# شهرستان پژوورسک
شهرستان پژوورسک (به لهستانی: Powiat Przeworsk) یک شهرستان در لهستان است که در استان پودکارپاتسکیه واقع شده‌است. شهرستان پژوورسک ۶۹۸٫۳۵ کیلومتر مربع مساحت و ۷۸٬۶۹۱ نفر جمعیت دارد.